# Guerres de l'opium
 (août 2024).
Si vous disposez d'ouvrages ou d'articles de référence ou si vous connaissez des sites web de qualité traitant du thème abordé ici, merci de compléter l'article en donnant les références utiles à sa vérifiabilité et en les liant à la section « Notes et références ».

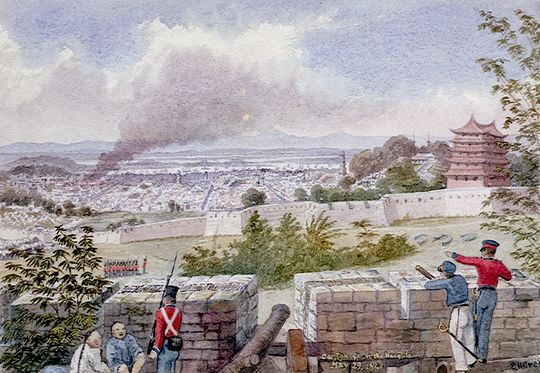
Bombardement de Canton par les armées britanniques.

Les guerres de l’opium (en chinois : 鴉片戰爭) sont des conflits commencés en 1839 et 1856 motivés par des raisons commerciales qui opposèrent au XIXe siècle la Chine de la dynastie Qing, voulant interdire le commerce de l’opium sur son territoire, au Royaume-Uni qui voulait l’imposer en paiement des marchandises qu’elle importait.
La défaite de l’armée chinoise en 1860 contre l’armée britannique alliée à celles des États-Unis et de la France, obligea la Chine à concéder le territoire de Hong Kong à la Grande-Bretagne.

## Origine du conflit
L'opium est une drogue qui fait son apparition en Chine au XVe siècle. Cette drogue était utilisée à des fins médicales, mais restait d'un usage marginal en raison de sa provenance étrangère et de son prix élevé.
Dans les années 1700, elle prend de la popularité sous une nouvelle forme qui permet de la fumer. Dans plusieurs régions, la diffusion de l'usage de l'opium commence à inquiéter les gouverneurs locaux.
En 1729, l’empereur Yongzheng publie un édit qui interdit la consommation d'opium dans tout l'empire. À la suite de cet édit, un réseau de contrebande se met en place. Ce réseau a pu se maintenir grâce à la collaboration de fonctionnaires corrompus de Canton, qui inspectent rarement les navires européens accostant au port.

## Chronologie
- 1839 : Le 27 mars, Lin Zexu ordonne de brûler l’opium confisqué aux marchands britanniques.
- 1840 : Le 5 juillet, les troupes britanniques s’emparent de l’île stratégique de Zhoushan.
- 1841 : Le 30 mai, les Anglais s’emparent de Canton, principal port de l’empire du Milieu.
- 1842 : Le 21 juillet, les Britanniques attaquent Zhenjiang. Le Grand Canal est coupé.
- 1842 : La guerre prend fin le 29 août avec la signature du traité de Nankin.

## Première guerre de l'opium

### Enjeu économique crucial
Les finances de la compagnie Britannique sont fragilisées après la conquête du Bengale et les guerres contre l'empire colonial français, elle doit emprunter à la Couronne pour survivre. L'état se détériore avec l'augmentation de la consommation de thé, le produit d'outre-mer aujourd'hui le plus populaire en Angleterre. Cependant, le thé est uniquement disponible en Chine, et les Britanniques ont cherché pendant longtemps, mais sans succès, à trouver un produit d'échange avec le marché chinois qui pourrait compenser le déséquilibre commercial causé par l'importation de thé.
Ils se rendent vite compte de la situation de l'opium en Chine. En effet, de plus en plus de marchands européens tentent de contourner les contrôles britanniques au Bengale et d'acheter l'opium à un prix plus bas pour le revendre en Chine. En 1834, la compagnie, consciente de pouvoir obtenir de meilleurs résultats en libéralisant le système, met fin à son monopole et la vente d'opium en Chine augmente considérablement.
La compagnie réussit à inverser le déséquilibre, créant un impact sur l'économie chinoise. Cela contraint les autorités à prendre des mesures drastiques. L’empereur Daoguang confie à Lin Zexu, gouverneur des provinces du Hunan et du Hubei, la mission d'enquêter sur ce qui se passe à Canton.
Il découvre que tout le système douanier du port de Canton est impliqué dans la contrebande. Lin Zexu envoie même une lettre à la reine afin de mettre fin à l'échange d'opium en Chine, mais sa requête est ignorée.
Finalement, il fait appel à la force : il organise la purge des douanes, occupe le district où se trouvent les délégations des compagnies commerciales occidentales et saisit 20 300 caisses d'opium brûlées à la chaux vive sur la plage de Humen.
Ces actes, suivis d'autres tensions avec les Britanniques, ont donné lieu à un affrontement maritime et le début d'un conflit.
Un des commandants britanniques décide de bloquer tous les navires commerciaux britanniques du port de Canton, ce qui va à l’encontre des décisions des autorités impériales qui accueillaient favorablement les navires britanniques ne transportant pas d’opium. Ce qui va provoquer une bataille navale.

### Prise de Canton
Les Britanniques quittent le port, mais reviennent plusieurs mois plus tard et s'emparent de l’île de Zhoushan à 1 500km de Canton. Ils réclament la cession de Hong Kong pour l’île de Zhoushan, mais la Chine refuse.
Ils s'emparent alors de Canton après 3 mois de combat ce qui va pousser la Chine à accepter un cessez-le-feu en mai 1841.
Le gouvernement de l'empereur Daoguang a été contraint de capituler et de signer le traité de Nankin par une escadre britannique remontant le Yangzi Jiang jusqu'à Nankin en août 1842. Les Britanniques peuvent échanger librement de l'opium grâce à ce traité, mettant fin à l'obligation de négocier uniquement avec les Co-hong et reprenant la concession de l'île de Hong Kong par la suite.
L'économie chinoise s'ouvre aux puissances étrangères après les traités de Nankin, et vice versa. La Chine exporte plus de 100 millions de livres sterling de thé, deux fois plus qu'auparavant.
Le commerce de l’opium continue de se développer. Il n’est toujours pas légal mais toléré.

## Seconde guerre de l'opium
La Seconde guerre de l'opium eut lieu de 1856 à 1860 et a opposé l’empire britannique et la France, soutenus par les États-Unis et la Russie, à la dynastie chinoise Qing.
Le traité de Nankin laissait uniquement cinq ports à disposition des Occidentaux pour le commerce. La France et le Royaume Uni demandent la révision du traité afin d'étendre leur commerce.
En 1864 les ministres occidentaux réclament la révision des traites sur 4 points cruciaux : 
- Pouvoir pénétrer sans hostilité dans Canton
- Pouvoir étendre le commerce à la Chine du Nord et le long du Yangzi Jiang
- Le commerce de l'opium est toujours illicite, ils veulent le légaliser.
- Les occidentaux veulent traiter avec la cour directement à Beijing

Cette demande fut immédiatement refusée par la Chine.

### Déclenchement de la guerre
En octobre 1856, les troupes chinoises saisissent le cargo ARROW sur des suspicions de piraterie et de trafic d'opium et capturent tous les membres présents. Les Britanniques demandent la relaxe des marins, mais la Chine n'en libère qu'une partie.
L'Angleterre se saisit de cet acte hostile comme motif pour déclencher la seconde guerre de l'opium. Elle demande à la France, aux Etats Unis et à la Russie de s'allier à elle.
Un comité mixte de l’Alliance est formé. Cette Alliance tient Canton sous son contrôle pendant près de quatre ans.
En juin 1858 le traité de Tianjin est conclu, il est porté par les pays occidentaux mais la Chine refuse de le ratifier.
Les points principaux du traité sont : 
- Le Royaume-Uni, la France, la Russie et les États-Unis auront le droit d'établir des missions diplomatiques à Pékin, jusque-là, cité interdite
- Dix ports chinois supplémentaires seront ouverts au commerce étranger, incluant Niuzhuang (Yingkou), Danshui, Hankou et Nankin
- Le droit pour tous les navires étrangers, y compris les navires commerciaux, de naviguer librement sur le Yangzi Jiang
- Le droit pour les étrangers de voyager dans les régions intérieures de la Chine dont ils étaient jusqu'à présent bannis.
- La Chine doit payer une indemnité au Royaume-Uni et à la France de deux millions de taels d'argent chacune.
- La Chine doit payer une indemnité aux marchands britanniques de deux millions de taels d'argent pour destruction  de leurs propriétés.

En 1858 le Gouvernement accepte de légaliser l'opium et un an après la Chine accepte de ratifier le traité.

### Seconde partie de la guerre de l'opium
En 1859, la Chine refuse d'établir une ambassade à Pékin malgré le fait que cet établissement était stipulé dans le traité, une force navale encercle les forts gardant l'embouchure de la rivière Hai He mais subit des dommages et est contrainte de se retirer.
En 1860, une force franco-britannique partie de Hong Kong accoste à Pei-Tang le 3 août, et attaque avec succès. Les troupes franco-britanniques incendient les deux palais d'été, le nouveau et l'ancien, à Pékin, après plusieurs jours de pillage. Le vieux palais d'été est totalement détruit.
De nouveaux traités sont conclus, ces derniers apportent de nouveaux privilèges aux Français et aux Britanniques.
L’empereur Xianfeng fuit Pékin et par la suite, en juin 1858, le traité de Tianjin est finalement ratifié par son frère le prince Gong, lors de la convention de Pékin le 18 octobre 1860. C'est la fin de la guerre de l'opium.
Le commerce de l’opium est entièrement légalisé et les chrétiens voient leurs droits civils pleinement reconnus, incluant le droit de propriété privée et celui d’évangéliser.

## Filmographie
- La Guerre de l'opium, 1997, réal. Xie Jin.
- Histoire du trafic de drogue : l’ère des empires, 2020, documentaire de Christophe Bouquet.
- ''La Chine rêves et cauchemars''[2], Arte, 2023.